# Земо-Карабулахи
Земо-Карабулахи (груз. ზემო ყარაბულახი, азерб. Yuxarı Qarabulaq) — село, административный центр сельской административно-территориальной единицы Карабулахи Дманисского муниципалитета, края Квемо-Картли республики Грузия с 99 %-ным азербайджанским населением. Находится в юго-восточной части Грузии, на территории исторической области Борчалы.

## История
Село Земо-Карабулахи (азерб. «Yuxarı Qarabulaq») вместе с селом Квемо-Карабулахи (азерб. «Aşağı Qarabulaq») некогда образовывали одно единое село Карабулахи. Впервые, как два раздельных села упоминаются в исторических документах 1701 года, во время проведенной переписи населения.

### Духоборы
С 1844 по 1863 год гг-а в селе поселились и проживали духоборы - этнические русские, которые подвергались гонениям в царской России.

### Топоним
Топоним села Карабулахи (азерб. Qarabulaq) происходит от слияния двух тюркских слов - Гара и Булаг (азерб. «Qara-Bulaq»), что в переводе с азербайджанского языка на русский язык означает «Черный источник».
По другой версии, название села образовано от слияния двух тюркских слов - Гейре и Булаг (азерб. «Qəyrə-Bulaq»), что в переводе с азербайджанского языка на русский язык означает «Село с источником».

## География
Село расположено на берегу реки Карабулах, в 22 км от районного центра Дманиси, на высоте 1340 метров от уровня моря.
Граничит с городом Дманиси, селами Шихлы, Гедагдаги, Квемо-Карабулахи, Аха, Кызыладжло, Карабулахи, Саджа, Бахчалари, Ипнари, Пантиани, Ормашени, Кариани, Дагарухло, Согутло, Усеинкенди, Мамишлари, Муздулари, Земо-Саламалейки, Сафигле, Велиспири, Ганахлеба, Диди-Гомарети, Саркинети, Патара-Гомарети, Мамула, Пичвебисхеви, Каклиани, Шоршолети, Камарло,  Шахмарло, Иакубло, Шиндилиари, Цителсакдари, Далари, Гантиади и Бослеби Дманисского Муниципалитета.

## Население
По данным Государственного статистического комитета Грузии, согласно официальной переписи 2002 года, численность населения села Земо-Карабулахи составляет 1114 человек и на 99 % состоит из азербайджанцев.

## Экономика
Население в основном занимается овцеводством, скотоводством и овощеводством. В селе функционирует маркет.

## Достопримечательности
- Средняя школа - действует с 1921 года.[7]
- Храм, надгробный камень, каменная скульптура барана.[14]
- Муниципалитет[15]

## Известные уроженцы
- Магомед Шиндилли - поэт;[7]
- Фариз Микаилов - профессор;[7]
- Азизхан Вели оглы Танрывердиев - профессор, преподаватель филологического факультета Азербайджанского Государственного Педагогического Университета;[7][16]